# Macaranga kanehirae
Macaranga kanehirae är en törelväxtart som beskrevs av Takahide Hosokawa. Macaranga kanehirae ingår i släktet Macaranga och familjen törelväxter. Inga underarter finns listade i Catalogue of Life.